# Словіта
Слові́та — село у Львівському районі Львівської області, належить до Глинянської міської громади. Чисельність населення становить 928 осіб.

## Географія
Розташоване біля шосе М09 за 45 км на схід від Львова і за 25 км на захід від Золочева.
Село Словіта розташоване на схилах північної частини Подільської височини, що носить назву Гологори. Якщо дивитися з низовини Грядового Побужжя, то північна частина Поділля має вигляд гірського хребта з крутими схилами, які підносяться над низовиною на 150—200 метрів місцями — словітський ліс (місце Марії-Терези) 450 метрів над рівнем моря. Гологори є вододільним хребтом між двома басейнами Балтійського і Чорного морів. На північ від села знаходиться низовина Грядового Побужжя, яка має вигляд горбистої рівнини. В межах села бере початок річка Перегноївка, яка впадає в річку Полтву.
Низовина Грядового Побужжя вкрита полями та сіножатями, а Північна частина Подільської висоти, на якій і розташоване село вкрита мішаними лісами. Надзвичайно дивовижно-красиву картину спостерігають жителі села, споглядаючи безмежні простори низовини на якій до самого обрію, як маяки, виблискують куполи церков навколо яких, немов дітки біля матері, гуртуються хатини сіл таких як Кривичі, Перегноїв, Балучин та інші.
Красиві мішані ліси, де переважає бук, граб, сосна, ялина, береза споконвіку дарують жителям різноманітні гриби, суницю, ожину, малину, лікарські трави, цілюще повітря, і в той же час створюють унікальні кліматичні умови саме для словітчан.
З корисних копалин є великі поклади білого та жовтого піску, глини, піщаного та іншого камі́ння. Переважають сірі підзолені ґрунти, є карбонатні та лучні чорноземи, незначна частина торфово-болотняних ґрунтів. Не можна не згадати і численні словітські джерела, наповнені унікальною, кришталево-чистою водою.
На південно-східній стороні від села бере початок річка Тура, права притока Гнилої Липи.

## Топоніми
Щодо самого терміну Словіта важко зробити однозначні висновки. Усе пізнане людиною одержує свою назву і тільки та існує у свідомості. «Отримати ім'я, — зазначав І. Мардов, — значить укоренитися у ментальності, на ментальному рівні слова і тим самим знайти несметність». Яскравим прикладом такої «несметності» є ойкононімія як система назв населених пунктів. Ойконіми — унікальні мовні пам'ятки, які структурно майже не змінюючись, несуть із глибини століть інформацію про причини закладення поселень на певній території, заняття, племінну, родову чи етнічну приналежність перших мешканців, зберігають для нас особливості мови та багатство народного іменника тих давніх предків, які дали назву відповідним населеним об'єктам.
Словіта — Славута, слов'яни, слава, славити, славний (ні), слобідка, словом вітати, слово-віта (лат. vita) — життя та ще багато подібних за змістом та формою співзвучних слів (власних назв, іменників, дієслів. прикметників) ми можемо підібрати. Кожне з них має певне значення. Дуже цікавим є трактування подібної власної назви населеного пункту в словнику ойконімів української дослідниці Віри Котович — "Слов'ятин, первісно Славутин, 1578 року в написанні Slaventin, 1649 р — Slavetyn, 1785—1788 роках — Slaventyn, 1908 — Славутин, 1947 — Слов'ятин. Посесив на –инъ від особової назви Славута. Первісне значення «Славутинъ (дворъ чи ін.)». Особову назву Славута, порівняймо з особовою назвою Славут — похідне суфіксальне утворення з суфіксом –ута від вихідного Славъ, порівняймо польське Slaw. Особова назва Славъ — відантропонімне від композитне утворення, яке виникло шляхом усічення власних імен-композитів з препозитивним або й постпозитивним компонентом Слав [и, о] — славъ типу Славиборъ, Славимиръ, Славоборъ, Славолюбъ Мирослав, Ярослав та ін.
На австрійських мапах 1763—1787 років назва села подається як Slowitka, на мапах 1861—1864 років — Slowita.
Відсутність у давньоукраїнських писемних пам'ятках фіксації більшості з досліджуваних ойконімів не означає того, що вони в період Київської Русі ще не існували. Вважаємо, що в силу певних об'єктивних чи суб'єктивних причин багато документів не дійшли до нашого часу, а ті, що дійшли, містять дуже скупі свідчення про давньоукраїнську ойконімійну систему.

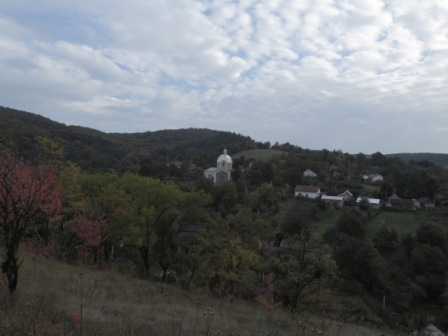
Вид на село Словіта з гори Холявної (Святої)

Цікавими є назви вулиць, околиць, ділянок лісу села. Так вулиця «Митниця» вказує на те, що тут збирали мито за проїзд на базар, який колись був у селі; «Гайдуцьке» — очевидно колись належало панським гайдукам. «Обозисько» — поле біля села, назва залишилася з 1648 р., коли там стояло обозом селянсько-козацьке військо на чолі з Богданом Хмельницьким. До 1941 року у жіночому монастирі чину Василіянок с. Словіта зберігалася розписка Богдана Хмельницького, видана ним монастиреві, про те, що він взяв овес для коней, вартість якого найближчим часом зобов'язується сплатити. На жаль цей документ був втрачений в роки війни. «Контровереус» — назва ділянки лісу поблизу села в перекладі з латинської «спірне питання». Як не дивно але факт спірного питання дійсно підтверджується документально а саме 13 січня 1640 року король Польщі Владислав IV повідомляє орендаря королівського села Липівці Ніколая Яніцького про призначення ревізорів з метою розсуду спору між ним і кухмістром, коронним старостою, орендарем с. Словіта Андрієм Мніхом. «Присади», «Озерина», «Комарівка», «Дебер», «Закутина», «Гора», «Нова вулиця» «Потік», «Гостинець», «Лісництво», «Горб», «Камінна», та цілий ряд інших цікавих назв, які подають нам особливий світ людського мислення, зокрема жителів села, їхньої мови та мовлення, свідчать про заселення і розвиток села, є свідками глибокого історичного минулого села та його жителів.

## Історія

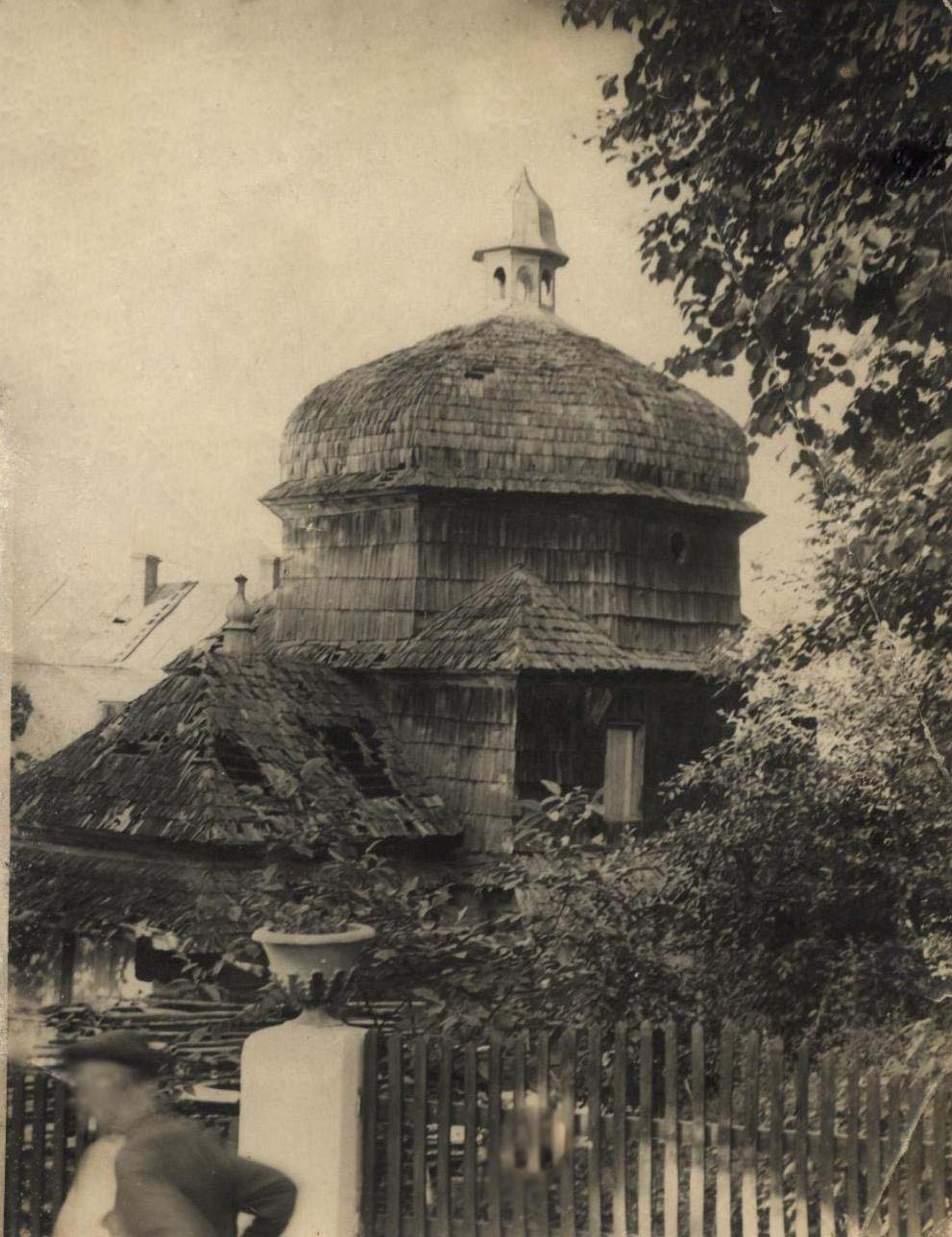
Церква Воздвиження Чесного Хреста (світлина 1960-х рр.)

Перша згадка належить до 1442 року. Протягом XVI—XVIII століть село перебувало у королівській власності. Спочатку належало до Львівського ґродового, а згодом до Глинянського неґродового староств. У 1773 році Словіта належала до маєтків Урсули Потоцької. Поблизу села існував жіночий монастир Воздвиження Чесного Хреста.
Словіта була заселена жителями в сиву давнину. Про це свідчать археологічні знахідки бронзової епохи. У Львівському державному історичному музеї зберігається сокира початку бронзової доби знайдена на території Словіти жителем села Петром Лемішкою. Словіта є давнім слов'янським поселенням. Під горою, яка називається Халявною, (сьогодні Свята гора) та в інших місцях села, жителі знаходили глиняні горшки з попелом, які свідчать про давні звичаї поховання померлих.
Існує версія, що раніше село називалося Слобідка, а в процесі розширення площі та чисельності населення стало записуватися як «Словіта». Після захоплення Галицької землі Польщею у 1349 році, село стало власністю польських феодалів.
Перша письмова згадка про село Словіта міститься у документах королівської канцелярії («Summaria» — 1870 р.), де є запис про надання у 1485 році привілеїв на с. Словіту власниці Катерині Костелецькій. З цього випливає, що на той час село вже існувало, а ось віднайти більш давніші згадки, наразі, ще не вдалося.
У податковому реєстрі 1515 року в селі документується платником 15 грошів річно піп (отже, уже тоді була церква), а село вільне від податків.
Великого горя зазнавали словітчани від монголо-татарських нападів. У давніх джерелах наводиться те, що на території села є велика могила часів татарської навали. У XVI столітті татарами був зруйнований жіночий монастир, який був відбудований лише у 1616 році. Перша згадка про Словітський жіночий монастир чину Василія Великого належить до 1581—1589 років. Збереглися такі документи як:
- грамота Єпископа Афанасія Шептицького (1721 р.) про призначення Серафими Зінківської ігуменею Словітського монастиря;
- наказ Галицького Митрополита Антонія Ангеловича про призначення Атанасії Краківської ігуменею монастиря (1810 р.); 1821 рік — заступником прокуратора монастиря призначений М. Барвінський, у 1822 році — Антоній Левицький; Станом на 1907 рік ігуменею була Анна Теодорович.

У Центральному державному історичному архіві України чудово збереглися матеріали про відбування панщини селянами — підданими монастиря (розпорядження, відомості, табелі); інвентарний опис монастирського млину; матеріали про відміну панщини на території південно-західних українських земель та ліквідацію підданства селян с. Словіта і сплату земельної ренти (відомості, списки, розпорядження); списки земель, будівель, інвентарні описи майна Словітського монастиря; план побудови стодоли та клуні на подвір'ї монастиря; список членів братства при монастирській церкві; відомості про персональний склад монахинь та монастирських слуг, листування монастиря з різних питань; матеріали про діяльність при монастирської школи закритого типу та ряд інших цікавих документів.
Надзвичайно цікавим виявився інвентарний опис майна Василіанського монастиря у Словіті, де зазначено про наявність у монастирі книг дофедорівського друку, а саме: 
- Нового заповіту» 1511 року з мідними застібками, виданого у Почаєві;
- «Тріодіон Ін Кварто» 1527 року, київського видання у шкіряній оправі;
- «Тріодіон Ін Кварто» 1540 року;
- Анфологіон 1542 року, виданий у Львові;
- «Служебник» 1546 року, виданий у Львові;
- «Епістоляріон або Апостол» 1566 року, виданий у Львові.

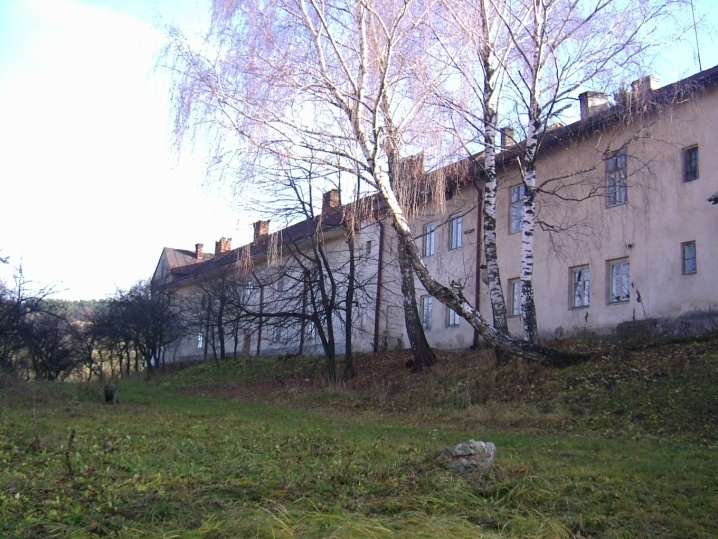
Головний корпус Словітського монастиря

Окремі будівлі з комплексу монастиря, зокрема монастирська церква Воздвиження Чесного Хреста збереглася до 1960 року, а головний корпус й донині.
На цей час Словіта славилася добрими майстрами по будівництву водяних млинів. Про це свідчать документи, в яких говориться, що 20 липня 1666 року Ян Мнішех генеральний львівсько-глинянський староста передає два млини в с. Словіта жіночому монастиреві. Один з таких млинів збудований у XVI столітті та існував до 1965 року.
Дуже часто, «з ласки» польського короля село переходило від одного пана до іншого. Так, 23 лютого 1693 року король Ян III Собеський своїм указом підписаним в Гродно передає Словіту Францішкові Бжуховіцькому, а вже 6 квітня 1694 року у Жовкві Ян III надає дозвіл Станіславу Троянівському передати право довічного користування с. Словіта Теофілії Машицькій вдові по Миколаю.
Жителі Словіти неодноразово піднімалися на боротьбу з панами. У 1880 році було спалено всі будівлі Троянівського. Але це не принесло полегшення селянам. Згодом, їх же руками все було відбудовано. Відміна кріпосного права не виправдала сподівань жителів. Всі найкращі землі були власністю панів Вайсмана, Трачевського та інших. Їм належало 500 гектарів землі, церкві — 101 гектарів. і монастиреві 40 гектарів. В загальному, станом на 1870 рік в селі нараховувалося 1774 мешканці, котрим належало: під селянські угіддя 1904 м² землі, лісу — 214 м², у той час, як панові належало 780 м² землі та 2139 м² лісу.
За десять років кількість мешканців села зменшилася на 434 особи і станом на 1880 р. становила 1440 осіб, через те, що багато односельців подалися за океан шукати кращої долі. Більшість сімей не мали власного житла та мешкали у найманих оселях, з яких певний прибуток мав пан, тобто власник будинку. Він будував великі будинки з маленькими кімнатами і приймав туди тих, хто погоджувався працювати у нього на вигідних йому умовах. У 1907 р. селяни організовано не вийшли на жнива панського врожаю. Пан зібрав своїх ковалів, гайдуків та вирушив в поле. Але з двору їх не випустила організована громада селян. Надвечір багато селян було заарештовано, деякі з них не повернулися додому. Великі прибутки поміщика з поля та заїзного двору, який він утримував при «битому» шляху, дозволили побудувати йому у 1896—1898 роках паровий млин і ґуральню. В цей же час в селі появилося три корчми, через які значна частина зароблених селянами грошей, знову поверталася до пана.
Надзвичайно цікавими джерелами для дослідження історії села є Алфавітний покажчик власників земельних ділянок с. Словіта Крайової земельно-податкової комісії м. Львова станом на 1845 рік, Журнал обліку земельних ділянок із зазначенням їх власників с. Словіта, та поземельні кадастри (Йосифінська та Францисканська метрики).
Перші поземельні кадастри Галичини, відомі в історичній літературі під назвою Йосифінської (1785—1788 рр.) і Францисканської (1819—1820 рр.) метрик, є невичерпним джерелом для вивчення історії розвитку продуктивних сил у сільському господарстві й промисловості, суспільно-економічних відносин і культури на західноукраїнських землях в період розкладу фільварково-панщинної системи і зародження капіталізму. Дані метрики, крім докладних даних про земельні ресурси маєтків і громад, детально аналізують стан і використання сільськогосподарських угідь, містять дані, зібрані за єдиним принципом, в один час і охоплюють всі без винятку продуктивні землі досліджуваної території.
Ось за даними вищезгаданих документів перелік родин, які тоді (1788—1845 рр.) проживали в с. Словіта: Андрушко, Беднажів, Білих, Борчаків, Босих, Борухів, Войтків, Василів, Волошиних, Ганачівських, Гнатових, Галушки, Дідухів, Хоптівських, Юзьківих, Цісів, Цесців, Яцури, Цимбалки, Данків, Деленки, Дячишин, Гнатківських, Горішних, Яцури, Івасєчко, Кусих, Колодіїв, Корчіїв, Ковальчиків, Козаків, Козачишин, Кріль, Кривов'єзих, Кураж, Лемішки, Ліпських, Лабазишин, Лабазів, Лукавеньких, Лущаковських, Малих, Маєвичів, Мазурських, Микитів, Мельників, Мігоцьких, Мойси, Мудраків, Мальків, Музики, Масних, Нагуляків, Олійників, Панчуків, Папроцьких, Пасічників, Павлів, Паньків, Павлусів, Плющів, Підківки, Присадного, Польних, Романишиних, Серни, Сендеги, Сохацьких, Станькісів, Струків, Суліпи, Ткачів, Хахули, Шаблистих, Шалапських, Шевчуків, Швець Остюків, Олійників, Закутинського, Захарчуків, Захарків, Зеньовських, Жовнірів, Жиданів.
Великою землевласницею в селі на цей час була Стшелецька Йоганна, а також значаться землі графа Потоцького (городу біля дому 2431 сажнів, саду 2908, городу 2040).
Не менш цікавими є назви місцевостей села (де розміщувалися продуктивні ділянки землі) за цими ж документами: «В Лазку і за Лазком», «Верби», «Кізя», «Великий і Малий Горб», «Садочний Горб», «Істерія», «На плоских (довгих)», «Словітська гора», «На каміню», «На підланню», «За ровом», «Луки Розсохи», «Гайдуцьке», «Руда», «Між лоз», «Кодлубиська», «Долина», «Вітелки», «Вістрове», «Буківець», «Рудки», «Круглі лози», «Чортова мішня», «Мазов», «Мойське», «Середнє», «Садки», «Поплави», «Якторівський потік», «Могилка», «Сутичина» (переклад з польської).
У період Першої світової війни та національно-визвольних змагань 1917—1921 рр. власне життя в обороні рідного краю віддало кілька десятків мешканців села: в одностроях УСС — старший десятник Юськів Семен, десятник Гуркало Іван, вістун Мариняк Іван, старший стрілець Влошин Микола, стрільці Борух Теодор, Заверчук Стефан, Кушнір Павло, Манчук Михайло, Мойса Теодор, Нагуляк Тимко та Хахула Дмитро; в лавах УГА — десятники Хахула Іван і Галушка Максим, вістун Галушка Іван, стрільці Савчук Теодор, Жмурко Стефан, Миськів Олексій, Борух Василь, Лемішка Стефан, Винарський Віцько, Мойса Іван, Закутинський Антін, Сохацький Іван, Олійник Теодор, Мазур Павло, Кривишун Антін, Обримбальський Григорій та Зрай Петро.
Після закінчення українсько-польської війни влада Польщі в Західній Україні з погляду міжнародного права залишалася спірною аж до 1923 року. Відчувши спроможність до створення власної держави, галицькі українці не визнавали над собою влади Польщі. Це виражалося у саботажах і терористичних актах проти польських чиновників і поміщиків. У свою чергу, польська адміністрація діяла в Галичині так, ніби це був польський край, цілковито ігноруючи культурні і економічні потреби українців.
Зважаючи на міжнародну громадську думку, польський уряд декларував повагу до прав українців, запевняв західні держави у тому, що надасть автономію Східній Галичині, дозволить використання української мови в адміністративних установах поряд з польською, відкриє для українців державний університет. З огляду на це, конференція послів держав Антанти у Версалі 4 березня 1923 року ухвалила рішення про прилучення Східної Галичини до Польщі при умові створення для українців автономії. Але цю умову поляки виконувати не збиралися.
1924 року було ухвалено закон, який забороняв використання української мови у державних установах. У цьому ж році провели шкільну реформу, внаслідок якої більшість українських шкіл стали утраквістичними, тобто двомовними з переважанням польської мови. Безоглядна дискримінація українців проявлялася в усіх сферах — від побутового рівня до державних установ.
Великим лихом для українців стала польська колонізація. У 1920-х роках для зміцнення своєї присутності в Галичині і на Волині уряд запрошував польських переселенців, в основному ветеранів війни, налаштованих у край шовіністично до українців. В умовах, коли Галичина вважалася одним із найбільших перенаселених сільськогосподарських регіонів Європи, польським колоністам, або мазурам — як їх називало місцеве населення, надавалися найкращі землі та значні грошові субсидії для облаштування господарства. До 1938 року в села Галичини і Волині прибуло 200 тис. поляків. переселенці, які не хотіли обробляти землю, отримували добре оплачувані посади жандармів, поштовхів, дрібних чиновників.
Польська колонізація зачепила і Словіту. За даними Шематизмів станом на 1924 рік, власницею Словіти були Клементина Трачевська та спадкоємці Казимира Трачевського, а у Словіті мешкало 1423 особи, з них: 383 — поляки, 107 — юдеїв; а станом на 1932 рік, власником Словіти був Степан Трачевський, а мешкало тут 1498 осіб, з них:  465 — поляки, 150 жидів — юдеїв.
За даними адресної книги Польщі (пол. Księga adresowa Polski), станом на 1930 р. в Словіті значиться: бондар — Хойса (Мойса); теслі — Бурбан Я., Мазур М.; колодник — Борух М.; ковалі — Цимбаліста, Цьвєк, Гавришкевич; кравці — Баум Р., Дух А., Маціяш А; мулярі — Радомський Т., Жмурко Х.; «різні товари» — Клейн М., Клейн С., Маславський С., Роч А.; столярі — Волошин; шевці — Гнатів М., Гнатів С.; тютюнові вироби — Гнатів М., Підківка П.; виробник алкоголю — Галушка А., Васер В.; каменоломня — Васер В.; кооператив — «Гаразд»; млини — кляшторний, Василіянок, Паславська Р., Трачевський П..
До 1939 року в Словіті була початкова школа, 4 вчителі, які навчали на польській мові, а також діяв польський Народний дім імені Романа Трачевського. На той час дві третини мешканців села були неписьменними. Так, Микола Борух за панської Польщі продав не один шмат землі, для того, щоби вивчити свого сина Івана на учителя.
Та попри гноблення української культури у 1908 році в с. Словіта за ініціативи священика Івана Бачинського, жителів села Олекси Нагуляка, Гринька Лемішки і братства засновано осередок товариства «Просвіта». Станом на 1909 рік склад товариства був наступним: Голова Іван Бачинський, місто голова Максим Сохацький, писар Юрко Козачишин, касир Максим Сохацький, бібліотекар і господар Михайло Струк.
Всього членів осередку 60, з них чоловіків 30, жінок 15, парубків 10, дівчат 5, письменних 38, книг в бібліотеці 100 примірників.
Станом на 1925 рік: голова Іван Бачинський (священик), місто голова — Олекса Нагуляк, писар — Андрей Козачишин, скарбник — Гринько Лемішка, бібліотекар — Семко Гнатів, член відділу — Іван Палажій (дяк), господар — Павло Цьвєк (коваль), 1-й заступник Василь Нагуляк, 2-й заступник Павло Кріль, 3-й заступник Іван Мойса.
Всього членів осередку 77, з них чоловіків 24, жінок 2, хлопців 36, дівчат 15, в бібліотеці налічувалося 107 книг. При осередку діяв аматорський гурток в якому брало участь 25 осіб, художнім керівником був Юрій Бачинський. В їхньому репертуарі були такі вистави як: «Дай серцю волю», «Ой не ходи Грицю», «Заручини по смерті», «На сіножаті», «Нещасне кохання» та інші.
Станом на 1932 рік вже налічувалося 158 членів товариства. Постійної читальні осередок не мав, як правило розміщувався в хатах односельців Мельника Міхала, Івана Волошина та інших.
Історія лівого руху в Галичині є малодослідженою темою з кількох причин. У комуністичні часи, коли історія була партійною наукою, годі було сподіватися серйозних досліджень історії України, в тому числі досліджень українського лівого руху. Огида, яку викликав у галичан комунізм і соціалізм в інтерпретації московських більшовиків після 1939 року, поширилася на весь лівий рух. На загал, більшість населення ототожнювала українських лівих усіх відтінків з московськими прислужниками, оскільки офіційна більшовицька пропаганда саме так їх і представляла. Ця хибна думка панувала ще й тому, що після 1920-х років у радянській Україні, а після 1939 року в Західній Україні, українські комуністи були дощенту винищені московськими більшовиками, які не допускали існування жодних українських політичних партій, в тому числі й лівого спрямування. Українські комуністи та соціалісти, які не відреклись від свого народу і не перейшли на позиції московського більшовизму, були знищені фізично. Нечисленних українських націонал-комуністів, які з'являлися в рядах КПРС, знищували морально, і вони не становили політичної сили. З огляду на це, в Україні комуністів другої половини XX — початку XXI століття не можна вважати українськими. Це антиукраїнська партія, яка в Україні відстоює інтереси Росії і всіляко поборює інтереси українського народу.
Після більшовицького перевороту у жовтні 1917 року лівий рух у Галичині зазнав сильного впливу з боку Росії. Носіями комуністичної ідеології стало чимало українських патріотів, які побували в російському полоні та брали участь у революційних процесах. Вони прагнули втілити в життя на українській землі ідеї соціальної рівності, відібрати у польських панів землю і роздати її українським селянам, разом з тим вони залишалися патріотами свого народу і прагнули до створення незалежної Української держави, в якій буде панувати демократія, соціальна і національна рівність.
З приходом радянської влади у 1939 році члени селянського комітету Гнатів Дмитро, Романишин Антін, Кріль Павло поділили поміж сільською біднотою 700 гектарів панської землі, збіжжя, худобу, інвентар. В селі відкрилася семирічна школа та шкільна їдальня. У приміщенні будинку пана Трачевського відкрито сільський магазин.
Після укладення пакту Молотова — Ріббентропа 23 серпня 1939 року було зрозуміло, що війна неминуча, а, значить, ненависному польському окупаційному режимові приходить кінець хоч люди знали, що більшовицький режим набагато страшніший. Та перш ніж він прийшов прийшлося жити при не менш звірячому, нелюдському режимі.
З червня 1941 року до 25 липня 1944 року село перебувало під німецькою окупацією. Словіта не була місцем боїв, лінія фронту проходила повз Перемишляни. Десятки мешканців Словіти були насильно вивезені на примусові, каторжні роботи до Німеччини. Жорстокого переслідування зазнавали з боку окупаційної валди Гнатів Дмитро, за те, що був у 1940—1941 роках секретарем сільради, Гнатів Семен, за те, що працював фінагентом та багато інших односельців. Навіть в жорстокі часи жителі села залишалися чуйними людьми. відомі факти коли під час нерівного бою біля села Севороги, біля Перемишлян, один радянський партизан отримав важке поранення і перенесений своїми товаришами до словітського лісу. Звідси мешканці села Макар Степан і Борух Степан перевезли пораненого і його товаришів через с. Новосілки в напрямку до с. Ожидів. Тріпник Микола Петрович перевів групу партизанів через небезпечну ділянку шосе між селами Новосілки і Митулин, жителі села ризикуючи власним життям рятували життя інших людей виконуючи свій християнський обов'язок.

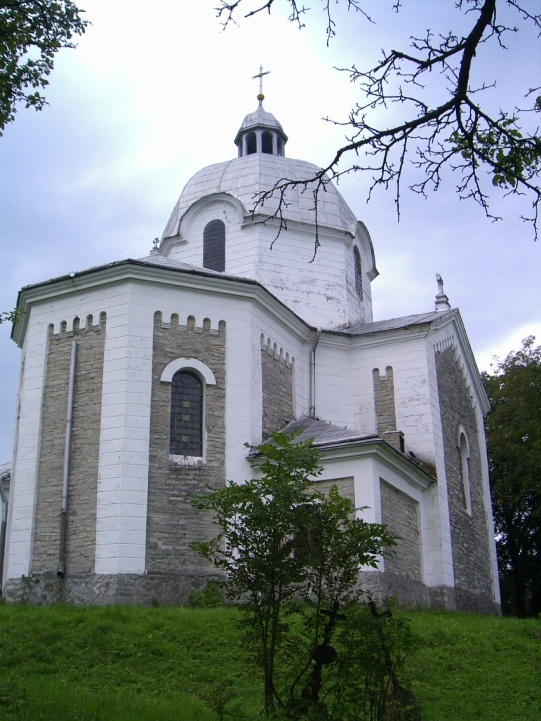
Церква УГКЦ Апостола Івана Богослова

На території села у 1941 році окупантами розстріляно понад 100 радянських військовополонених та цивільного населення, привезеного з інших місцевостей. 452 мешканці села брали участь у бойових діях на різних фронтах, 48 з них загинуло, 58 — відзначено орденами і медалями. У 1956 році, за рішенням зборів селян, правління колгоспу встановило обеліск слави загиблим на війні односельцям.
Під час та після Другої світової війни  в селі, окрім відділів УПА, активно діяло Збройне підпілля ОУН, зокрема станиця ОУН села Словіта, Словітський кущовий провід ОУН, боївки СБ Глинянського районного проводу ОУН "Чайки" та "Синього" з Перемишлянщини. 
1950 році у Словіті було засновано колгосп «Шлях Ілліча», а у 1959 році відбулося «укрупнення» з колгоспом «XVI з'їзду ВКП(б)» і колгосп отримав назву «імені 17 вересня». Площа земельних угідь становила 2273 гектарів, в тому числі 1468 гектарів орної землі. В колгоспі вирощувалися переважно такі культури як цукровий буряк, кукурудза, картопля, пшениця, горох, гречка та інші.
На 100 гектарів колгоспних угідь припадало 41 голова великої рогатої худоби, у тому числі 15 корів та 34 свині. В колгоспі було 10 тракторів, 5 комбайнів, з них: 2 зернові, 2 силосні і 1 кукурудзозбиральний.
У 1952 році було збудовано 2 цегельні, у 1957 році — пилорама. Електрифіковано і радіофіковано село з 1960 року. Неподільний фонд колгоспу становив 460 тис. крб.
Станом на 1963 рік в селі налічувалося: 16 вчителів, 6 лікарів, 50 різних спеціалістів, 1 клуб (заснований у 1950 р.), 3 бібліотеки (сільська — 6500 книг, шкільна, при лікарні), 1 лікарня (заснована у 1962 р.), 1 медпункт (заснований у 1945 р.), 1 дитячі ясла (50 діток, з 1953 р.), 70 осіб з середньою освітою, 450 осіб з незакінченою середньою освітою, 20 осіб з вищою освітою. У Словітській школі (директор Корчовський) навчалося 250 дітей. Неможливо не згадати про одного із вчителів Словітської школи Миколу Янішевського, який чи мало добра зробив, як для села, так і для односельчан. Людина доброї душі і невичерпної наснаги, власне він організував в селі історичний музей, який, на жаль, сьогодні занедбаний і практично втрачений.

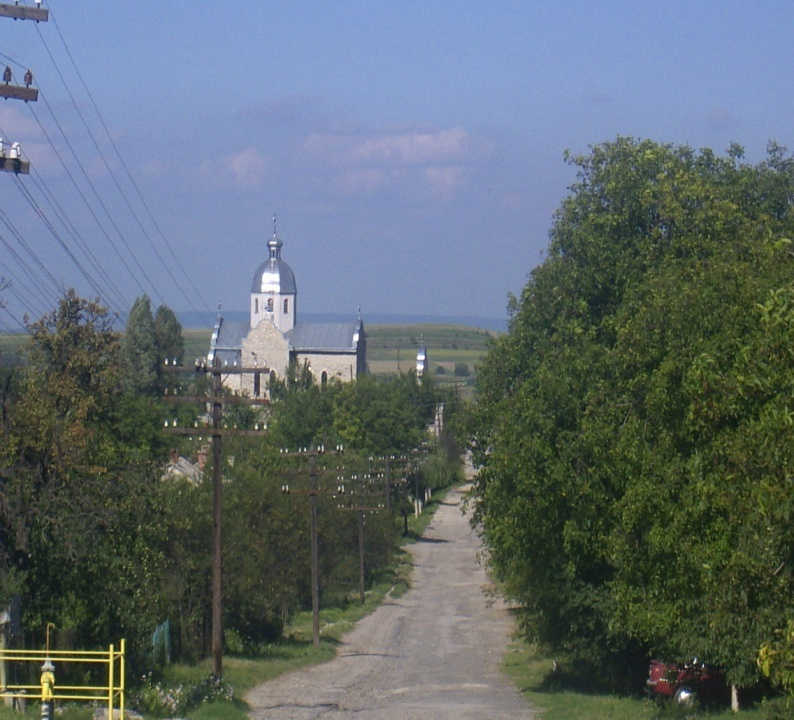
Церква УПЦ Апостолів Петра і Павла

Партійна організація в Словіті створена у 1952 році, комсомольська у 1955 році. В ті ж роки були створені профспілкові організації працівників освіти та медичних працівників. Крім цього в селі діяли громадські організації такі як «Жіноча рада», яку очолювала Яремчишина Ольга, «Народна дружина», яку очолював Ксенчук Семен, і «Громадський суд», який очолював Гнатів Дмитро.
В цей же час в селі створено молодіжну волейбольну і футбольну команди. Активними організаторами фізкультурної роботи серед молоді були Кривцун Петро, Волошин Микола та інші. При клубі працювало 6 гуртків художньої самодіяльності активними учасниками яких були Гнатів Борис, Міськів Марія, Матвіїв Петро.
Глибоко у побут словітчан увійшло кіно. Кінопересувна станція в селі працювала з 1945 року, а від 1952 року в клубі встановлено стаціонарні кіноапарати, які вміло, впродовж десятиріч обслуговував кіномеханік Радомський Анатолій.
На 1 січня 1963 року у Словіті налічувалося 474 дворів, де мешкало 1600 осіб, з них 1202 колгоспників, 55 робітників і 73 представників інтелігенції.
У 1955—1958 роках селянами за власні кошти збудовано близько 60-ти житлових будинків.
У селі було дві церкви, одна при монастирі, про яку згадувалося вище, інша Святого Апостола і Євангеліста Іоана Богослова, споруджена у 1906 році (мурована з каменя), яка чудово збереглася й по нині. У 1903 року коштом поміщиків Завідовських та Війсманів в селі споруджено римо-католицький костел, який за радянських часів був перетворений на склад хімічних добрив, а у наш час реконструйований під церкву Святих Апостолів Петра і Павла (УПЦ).

## Населення

### Мова
Розподіл населення за рідною мовою за даними перепису 2001 року:
| Мова            | Кількість | Відсоток |
| --------------- | --------- | -------- |
| українська      | 925       | 99.68%   |
| російська       | 2         | 0.21%    |
| інші/не вказали | 1         | 0.11%    |
| Усього          | 928       | 100%     |

## Освіта
Школа у Словіті існувала з другої половини XVIII століття (школа-дяківка). У 1896 році отримала статус другокласної. У 1930 році навчалося 136 учнів у чотирикласній школі, а у 1931 році — 161 українець, 103 поляки, 13 євреїв. На той час була директором Полька Степан, а Софія Махник навчала дітей української мови.
При жіночому монастирі сестер василіянок з 1823 року працювала двокласна школа для дівчат, де вивчали українську, польську та німецьку мови. 
На початку 1980-х років розпочалося будівництво нового приміщення школи (групу архітекторів очолив наш випускник, словітчанин Панчук З. С.). У 1983—2010 роках школу закінчило 746 учнів, серед них «Золоту медаль» отримали 5 випускників, «срібну» — 6. Вагомий внесок у розвиток освіти у селі Словіта вклали такі директори школи: Верещака І. М., Корчовський І. А., Борух Б. Д., Бродецька О. С.. Нині тут діє Словітський заклад загальної середньої освіти І—ІІІ ступенів Глинянської міської ради Львівського району Львівської області, розрахований на 165 учнів.

## Символіка

### Герб
З уточненнями перезатверджений 14 жовтня 2008 року. Срібна постать Богородиці стоїть на такому ж пагорбі в зеленому полі з двома горами, над срібною вузькою пониженою хвилястою балкою, між горами в лазуровій главі сходить золоте сонце з широкими променями. Щит обрамований декоративним картушем i увінчаний золотою сільською короною.

### Прапор
Затверджений 23 лютого 2007 року рішенням сесії сільської ради. Автор — В. Демський.
Квадратне синє полотнище, на якому синій хрест з подвійною жовтою облямівкою — широкою і вузькою; на краях хреста — по жовтому лапчастому хресту.
На прапорі подано своєрідну схему села з розташуванням чотирьох словітських святинь.

## Відомі люди
- Гембара Віктор Володимирович (*1968) — український співак і композитор.
- Міхал Лужецький — польський львівський архітектор.
- Скобельський Петро — поручник 14-ї гренадерської дивізії військ СС «Галичина», лікар УПА. Загинув у селі.